# Koeneschans

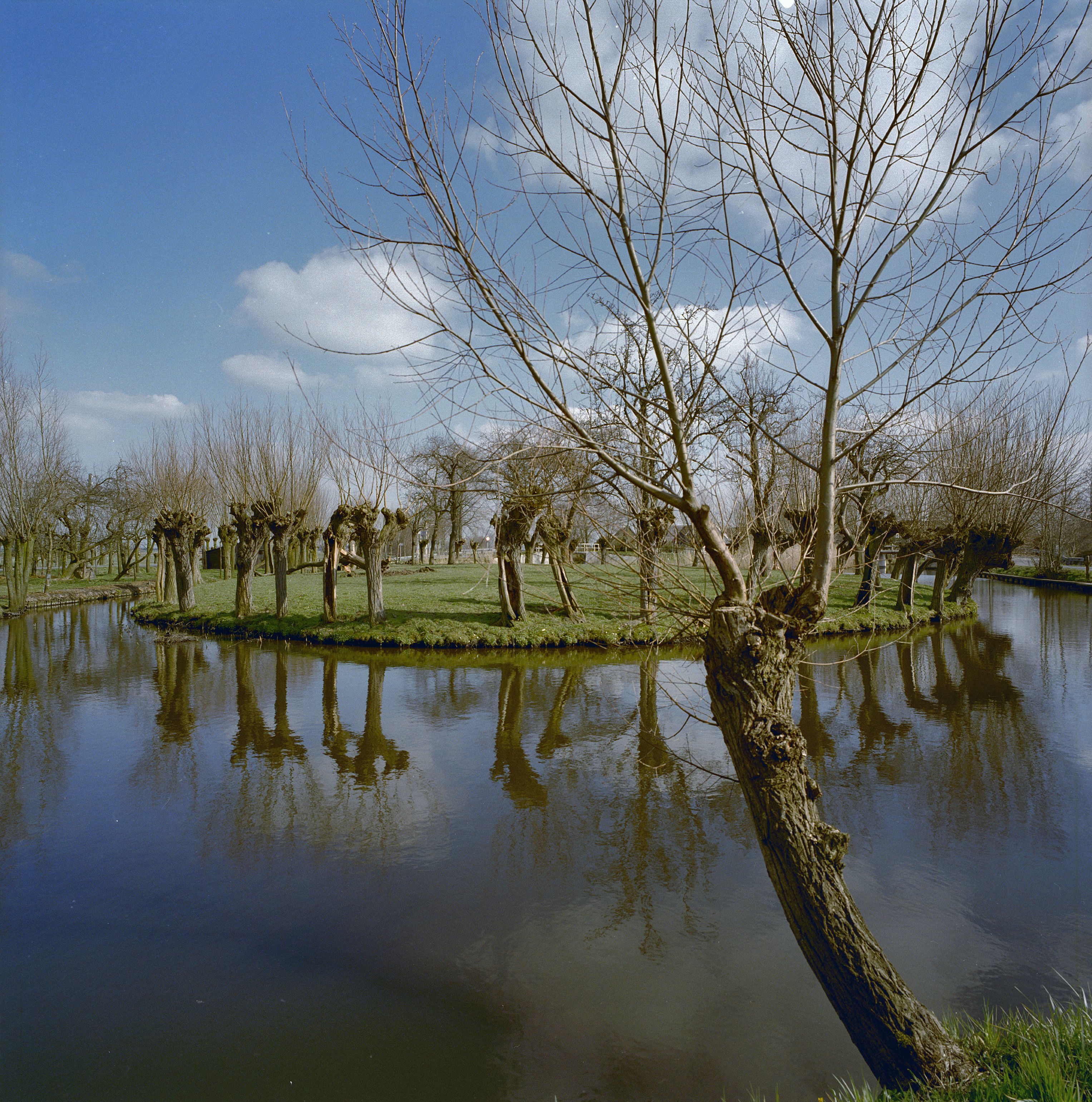
Koeneschans (1995)

De Koeneschans is een Nederlands schiereiland en voormalige schans in het riviertje de Vlist en ligt op de grens van de Krimpenerwaard en de Lopikerwaard. De schans ligt op de kruising van de West- en Oost Vlisterdijk, Bonrepas, Fransekade en Slangeweg. Rondom de Koeneschans liggen de Koeneschansbrug en de Schansbrug. De Koeneschans is als voormalig  vestingwerk een onderdeel van de Oude Hollandse Waterlinie.

## Geschiedenis
De Koeneschans is van oorsprong een verdedigingswerk uit de Tachtigjarige Oorlog. De eerste verwijzing naar de schans dateert uit een brief van 9 mei 1575, waarin 'Fort de Vlist' genoemd wordt. Onduidelijk is hoe dit fort eruit heeft gezien.
Bij de inrichting van de Oude Hollandse Waterlinie in 1672 werd de Koeneschans hier een onderdeel van. De Koeneschans werd gebruikt ter verdediging van de Slangeweg. Deze weg was de route van en naar het oosten met plaatsen als IJsselstein en Utrecht, en bleef vanwege haar hoge ligging bij inundatie droog. Midden op de schans was een stenen gebouw met een trapgevel aanwezig.
Rond 1784 heeft een verbouwing van de Koeneschans plaatsgevonden, waarbij voorgenoemde gebouw vermoedelijk is gesloopt. Op het westelijke gedeelte van de schans is hierna een stenen opzichtershuis geplaatst. Rond het gebouw lagen borstweringen, namelijk een sikkelvormige wal in het noorden en een onregelmatige wal in het oosten.
In de 19e eeuw werd de Nieuwe Hollandse Waterlinie ontwikkeld. Deze nieuwe linie lag oostelijker dan de Oude Hollandse Waterlinie, waardoor Utrecht binnen het bereik van de nieuwe linie kwam te liggen. Hierdoor verloor de Koeneschans, net als vestiging Schoonhoven, haar functie als verdedigingswerk en werd in 1815 als zodanig opgeheven. In de 19e eeuw zijn de aarden borstweringen verdwenen. In 1872 is het terrein van de Koeneschans verkocht en in particulier bezit gekomen.

## Huidige situatie
De Koeneschans is in 2013 aangekocht door Stichting Het Zuid-Hollands Landschap. Na aankoop heeft RAAP Archeologisch Adviesbureau een archeologisch onderzoek uitgevoerd naar de geschiedenis van de schans. De schans is door de stichting in samenwerking met Erfgoedhuis Zuid-Holland en Landschapsbeheer Zuid-Holland als onderdeel van het project 'Beleef de Vlist' heringericht met landschapsmarkeringen, een virtualrealitybeleving en informatiepanelen.